# Pauline Love
Pour les articles homonymes, voir Love.
Pauline Love, née le 5 avril 1987 à Luxora (Arkansas), est une joueuse américaine de basket-ball, devenue entraîneuse.

## Biographie
Après deux années en Junior College, elle rejoint les Golden Eagles de Southern Miss (18,3 points, 12,8 rebonds, 0,8 interception et 2 passes en senior). Non draftée, elle fait la pré-saison WNBA 2010 avec le Sun du Connecticut, mais est coupée avant le début de saison.
Elle s'engage avec le COB Calais, mais se blesse en début de saison.
En 2012, Pauline Love est nommée entraîneur adjointe des Cowgirls de McNeese sous l'autorité de Brooks Donald Williams, puis l'année suivante elle fait son retour aux Golden Eagles de Southern Miss.

## Clubs
| Saisons   | Équipe                         | Pays       |
| 2006-2008 | Jones County (Junior College)  | États-Unis |
| 2008-2010 | Golden Eagles de Southern Miss | États-Unis |
| 2010-2011 | COB Calais                     | France     |

## Palmarès

### Distinctions personnelles
- All-Conference USA First Team (2008, 2009, 2010)
- Conference USA All-Tournament Team (2009)
- Lady Eagles Classic MVP (2008)
- Lady Eagles Classic All-Tournament Team (2008)
- Junior College All-America Second Team (2007)